# 孙铁珩
孙铁珩（1938年3月22日—2013年7月2日），生于辽宁海城。中华人民共和国土壤学家。

## 生平
1963年毕业于沈阳农业大学土壤农化系，后供职于中国科学院沈阳应用生态研究所。1981年，赴日本东京大学留学。1983年回国，中国科学院沈阳应用生态研究所污染生态研究室主任。1994年任中国科学院沈阳应用生态研究所所长，从事土壤-植物系统复合污染生态学研究。2001年当选为中国工程院院士。2004年，任沈阳大学校长。